# ديف روبرتس (مغني)
ديف روبرتس (بالإنجليزية: Dave Roberts)‏ هو مغني بريطاني، ولد في 1959.